# Hartwig II. von der Sültzen
Hartwig (lateinisch: Hartwicus, auch Hartvvici) II. von der Sültzen, auch Sülten (Geburts- und Sterbedatum nicht nachweisbar) war ein Ratsherr und Bürgermeister der Hansestadt Lüneburg.
Hartwig stammte aus der alten Lüneburger Patrizierfamilie von der Sültzen. Er war der Sohn von Hartwig (Hartvvici) I. von der Sültzen (lat.: de Salina), der 1295 Ratsherr in Lüneburg war und vor 1322 starb. Er war der Stammvater der Familie von der Sültzen und besaß drei Höfe in Wetzen. Urkundlich erwähnt wurde er 1291 als „fideles“ (lateinisch für „treuer“) des Herzogs von Lüneburg. Seine Ehefrau hieß Gertrud (Gertrudis) Holsatus, welche er 1314 oder 1322 heiratete und die 1333 starb.
Hartwig II. war 1319 Ratsherr und von 1355 bis 1359 Bürgermeister von Lüneburg. 
Er heiratete Alheid von der Möhlen, die vor 1348 starb und Tochter des Lüneburger Ratsherrn und Bürgermeisters Albert von der Möhlen I. war. Sie hatten einen Sohn, Hartwig (Hartwicus) IV., der Kanoniker in Verden und Hamburg wurde und vor 1384 starb.